# Jojo Nyuszi
A Jojo Nyuszi (eredeti cím: Jojo Rabbit) 2019-ben bemutatott új-zélandi-amerikai-cseh háborús filmdráma, szatirikus vígjáték, amelynek rendezője és írója Taika Waititi, Christine Leunens Cellába zárva című könyve alapján. Főszereplője Roman Griffin Davis, Johannes "Jojo" Betzler szerepében, aki a Hitlerjugend tagja, de később kiderül, hogy anyja, Scarlett Johansson, a filmben Rosie Betzler, egy zsidó lányt, Thomasin McKenzie-t, a (filmben Elsa Korr) bujtat a tetőtérben. A film további szereplői Taika Waititi, Rebel Wilson, Stephen Merchant, Alfie Allen és Sam Rockwell.
Világpremierjét 2019. szeptember 8-án, a 44. Torontói Nemzetközi Filmfesztiválon tartották, ahol a fődíjat, a Grolsch People's Choice díjat nyerte el. Magyarországon 2020. január 23-án mutatták be.
A film munkálatai 2018. május 28-án kezdődtek. Csehország fővárosában, Prágában forgatták.
A Jojo Nyuszit az Amerikai Filmkritikusok Szövetsége (National Board of Review) és az Amerikai Filmintézet az év tíz legjobb filmje közé sorolta. A 92. Oscar-gála alkalmával a film hat jelölést kapott, Scarlett Johanssont jelölték legjobb női mellékszereplő kategóriában, a film rendezője, Taika Waititi pedig a legjobb adaptált forgatókönyv kategória nyertese lett.

## Cselekménye
A második világháború későbbi szakaszaiban a tízéves Johannes "Jojo" Betzler csatlakozik a Hitlerjugendhez. Jojo ártatlan fiú, de erősen indoktrinált és fanatikus a náci eszmékkel (számára jelen van a mindennapokban a képzeletbeli barátja, Adolf Hitler, aki folyamatosan biztatja, tanácsokkal látja el). A Hitlerjugend edzőtáborának első napján, amelyet Klenzendorf kapitány vezet, a többi gyermektől a Jojo Nyuszi becenevet kapja, miután megtagadta egy nyúl meggyilkolását, amivel bizonyítania kellett volna gyilkos ösztönét. Képzeletbeli barátja megvigasztalja, és erősíti abban, hogy bizonyítsa bátorságát. Ezután ellop egy Stielhandgranate 24 típusú kézigránátot és felügyelet nélkül dobja el. A gránát közel hozzá, a lábánál robban fel.
Jojo anyja, Rosie arra kényszeríti Klenzendorfot, gondoskodjon arról, hogy Jojo felelősségteljes feladatokat kapjon. Jojo-nak olyan, megfelelőbb feladatokat adnak, mint például a propaganda szórólapok terjesztése az egész városban és fémhulladék gyűjtése a háborús erőfeszítésekhez.
Egy nap egyedül otthon, Jojo felfedezi Elsát, egy tizenéves zsidó lányt, aki az emeleti szobában a fal mögött bujkál. Jojo gyűlölettel és agresszióval van Elsa iránt, aki ezt nem veszi zokon. Jojo megpróbálja megszúrni Elsát, de a lány könnyedén elveszi a kést. Mindketten beletörődnek abba, hogy nem tudódhat ki az ottléte, mivel ezzel mindenkinek baja eshet. Jojo továbbra is Elsával beszél, mindent megtesz annak érdekében, hogy felfedje "a zsidóság titkait", hogy könyvet írhasson a zsidókról Hitler számára. Amikor elmondja Jojónak, hogy van egy vőlegénye, Nathan, Jojo levelet hamisít Nathantól, miszerint valaki mást talált. Amikor látja, hogy ezzel fájdalmat okozott a lány számára, gyorsan visszavonja a levél állításait.
Jojo anyjával vitatkozik, mert a hazafiság hiányát véli felfedni benne. Rosie ellenzi a háborút és a náci doktrínát, kijelenti, hogy meggyőződése szerint a pozitivitás és az optimizmus a legjobb módja az elnyomástól való mentességnek. Rosie azt is elmondja Elsának, hogy Jojo hisz a náci eszmékben, ami lehetetlenné teszi, hogy Elsa bujtatását feltárja neki. Eközben Jojo, aki kezd beleszeretni Elsába, az egyre inkább ellenséges képzeletbeli barátjával vitatja hazafiságát. Jojo észreveszi anyját, hogy "Szabad Németországot" üzenetet hagy a városban.
Jojo és Elsa egyedül vannak a házban, amikor a Gestapo ellenőrzést tart náluk. A Gestapo gyanúsnak véli, amikor Elsa Jojo testvéreként jelentkezik, és Inge papírjait adja át (aki Jojo meghalt nővére). Klenzendorf megvizsgálja őket, majd megkérdezi a születésnapját Elsától, hogy megerősítést nyerjen az irat hitelessége. A Gestapo távozása után Elsa rájön, hogy tévesen adta meg a dátumot, és hogy ezt Klenzendorf észrevette. Elsa meg van győződve arról, hogy a Gestapo tisztában van a megtévesztéssel. Később Jojo megtalálja anyját, Rosie-t a közterületen felakasztva. Hazatér, és dühében megpróbálja leszúrni Elzát, de végül ezt lelkileg nem tudja megtenni.
A szövetségesek bezárásával a polgári lakosságot (beleértve a Hitlerjugendet) felfegyverzik a város védelme érdekében. Jojo összefut barátjával, Yorki-val, aki elmondja, hogy Hitler öngyilkos lett. Elkeseredésében Jojo elrejtőzik, amíg a városi csata zajlik. Az amerikaiak és a szovjetek elfoglalják a várost. A sebesült Klenzendorf azt mondja Jojo-nak, hogy vigyázzon a nővérére, aztán leszakítja Jojo Hitlerjugend kabátját, és zsidónak nevezi. A szovjetek elűzik Jojo-t, közben Klenzendorfot lelövik.
Jojo hazafut, és hogy elkerülje Elsa távozását, azt mondja, hogy Németország nyerte a háborút. Elismerve kétségbeesését, Nathan új levelét idézi, amelyben azt állítja, hogy ő és Jojo kitalálták, hogyan csempésszék Elsát Párizsba. Elsa bevallja, hogy Nathan az előző évben tuberkulózisban meghalt. Jojo bevallja, hogy szereti őt, lány is így érez iránta, de csak, mint az öccse.
Az öngyilkossága miatt a halántékán sérült képzeletbeli barát, Adolf dühösen leszidja Jojo-t azért, mert Elsa mellé állt. Jojo ezúttal nem hagyja magát, és szó szerint kirúgja az ablakon. Kint Elsa látja az amerikai katonákat és rájön, hogy a szövetségesek nyerték meg a háborút. Megpofozza Jojo-t, amiért hazudott. Ezt követően táncolni kezdenek az immár felszabadított város utcáján.

## Szereposztás
| Színész             | Szereplő                                                                  | Magyar hang     |
| ------------------- | ------------------------------------------------------------------------- | --------------- |
| Roman Griffin Davis | Jojo Betzler: egy tízéves német fiú, a Hitlerjugend tagja                 | Gáll Dávid      |
| Thomasin McKenzie   | Elsa Korr: zsidó lány, akit Rosie rejteget az emeleti szoba fala mögött   | Rudolf Szonja   |
| Taika Waititi       | Adolf: Jojo képzeletbeli barátja, Adolf Hitler                            | Simon Kornél    |
| Sam Rockwell        | Klenzendorf kapitány: német katonatiszt, aki a Hitlerjugend Tábort vezeti | Rajkai Zoltán   |
| Scarlett Johansson  | Rosie Betzler: Jojo édesanyja, titokban náciellenes tevékenységet folytat | Bánfalvi Eszter |
| Rebel Wilson        | Fraulein Rahm: brutális oktató a Hitlerjugend Táborban                    | Kokas Piroska   |
| Alfie Allen         | Finkel: Klenzendorf kapitány helyettese                                   | Molnár Levente  |
| Stephen Merchant    | Deertz kapitány: a Gestapo egyik ügynöke                                  | Fesztbaum Béla  |
| Archie Yates        | Yorki: Jojo legjobb barátja, a Hitlerjugend tagja                         |                 |

## Forgatás
2018 márciusában kiderült, hogy Taika Waititi a filmben képzeletbeli Adolf Hitlerként fog szerepet játszani. Ugyanebben a hónapban Scarlett Johansson csatlakozott a válogatáshoz, hogy eljátssza a gyermek titokban náciellenes anyját.  Áprilisban Sam Rockwell csatlakozott a Hitlerjugend tábort vezető náci kapitányként. 2018 májusában Rebel Wilsont adták hozzá a szereplők listájához, hogy brutális oktatóként játsszon szerepet a Hitlerjugend táborban. A forgatás röviddel ezután Prágában kezdődött, a külső forgatások Žatecben és Úštěkben készültek. Később májusban az újonc Roman Griffin Davis lett a főszereplő, Scarlett Johansson karakterének fia, és az új-zélandi Thomasin McKenzie lett Elsa Korr, a zsidó lány, akit Rosie rejteget az otthonában. 2018 júniusában Alfie Allen lett Finkel, Klenzendorf kapitány második parancsnoka, Stephen Merchant pedig Deertz kapitány, a Gestapo ügynöke.
A filmforgatás 2018. május 28-án kezdődött, az újraforgatást 2019 februárjában fejezték be.

## Megjelenés
A Jojo Nyuszi világpremierje 2019. szeptember 8-án a 44. Torontói Nemzetközi Filmfesztiválon volt. A film 2019. szeptember 19-én, a Austinban megrendezett Fantastic Fest-en került bemutatásra és 2019. október 15-én nyitotta meg a San Diego Nemzetközi Filmfesztivált. A filmet Chicagóban, Philadelphiában, Hawaii-on, New Orleans-ban, Chapel Hill-en, Észak-Karolinában, Middleburg-ben, Virginia államban és az UK Jewish Film Festival-on is bemutatták. A film 2019. október 18-án jelent meg Új-Zélandon és az Egyesült Államok több városában is, majd a következő hetekben terjeszkedett, és országszerte 798 moziban vetítették, 2019. november 8-tól.
A filmet digitális letöltéssel, 2020. február 4-én, DVD és Blu-ray formátumban tették elérhetővé az Egyesült Államokban a 20th Century Fox Home Entertainment által 2020. február 18-án. Nemzetközi területeken a film DVD-n és Blu-ray-en jelent meg a Walt Disney Studios Home Entertainment által.

### Fontosabb díjak és jelölések
| Díj                                  | Időpont              | Kategória                                            | Jelölt(ek) | Eredmény |
| ------------------------------------ | -------------------- | ---------------------------------------------------- | --- | -------- |
| AACTA Nemzetközi Díj                 | 2020 január 3.       | Legjobb forgatókönyv                                 | Taika Waititi | Elnyerte |
| Oscar-díj                            | 2020. február 9.     | Legjobb film                                         | Carthew Neal, Taika Waititi és Chelsea Winstanley                                                                                      | Jelölve  |
| Oscar-díj                            | 2020. február 9.     | Legjobb női mellékszereplő                           | Scarlett Johansson | Jelölve  |
| Oscar-díj                            | 2020. február 9.     | Legjobb adaptált forgatókönyv                        | Taika Waititi | Elnyerte |
| Oscar-díj                            | 2020. február 9.     | Legjobb látványtervezés                              | Ra Vincent és Nora Sopková | Jelölve  |
| Oscar-díj                            | 2020. február 9.     | Legjobb jelmeztervezés                               | Mayes C. Rubeo | Jelölve  |
| Oscar-díj                            | 2020. február 9.     | Legjobb vágás                                        | Tom Eagles | Jelölve  |
| American Cinema Editors              | 2020. január 17.     | Legjobban vágott játékfilm– vígjáték vagy musical    | Tom Eagles | Elnyerte |
| Art Directors Guild Awards           | 2020. február 1.     | Legjobb látványtervezés                              | Ra Vincent | Jelölve  |
| BAFTA-díj                            | 2020. február 2.     | Legjobb női mellékszereplő                           | Scarlett Johansson | Jelölve  |
| BAFTA-díj                            | 2020. február 2.     | Legjobb adaptált forgatókönyv                        | Taika Waititi | Elnyerte |
| BAFTA-díj                            | 2020. február 2.     | Legjobb jelmeztervezés                               | Mayes C. Rubeo | Jelölve  |
| BAFTA-díj                            | 2020. február 2.     | Legjobb vágás                                        | Tom Eagles | Jelölve  |
| BAFTA-díj                            | 2020. február 2.     | Legjobb filmzene                                     | Michael Giacchino | Jelölve  |
| BAFTA-díj                            | 2020. február 2.     | Legjobb díszlet                                      | Ra Vincent és Nora Sopková | Jelölve  |
| Casting Society of America           | 2020. január 30.     | Filmstúdió vagy független – vígjáték                 | Des Hamilton | Elnyerte |
| Cinema for Peace                     | 2020. február 23.    | 2020 legértékesebb filmje                            | Jojo Nyuszi | Jelölve  |
| Costume Designers Guild Awards       | 2020. január 28.     | Kiváló időszaki film                                 | Mayes C. Rubeo | Elnyerte |
| Critics' Choice Movie Awards         | 2020. január 12.     | Legjobb film                                         | Jojo Nyuszi | Jelölve  |
| Critics' Choice Movie Awards         | 2020. január 12.     | Legjobb női mellékszereplő                           | Scarlett Johansson | Jelölve  |
| Critics' Choice Movie Awards         | 2020. január 12.     | Legjobb fiatal színész/színésznő                     | Roman Griffin Davis | Elnyerte |
| Critics' Choice Movie Awards         | 2020. január 12.     | Legjobb fiatal színész/színésznő                     | Thomasin McKenzie | Jelölve  |
| Critics' Choice Movie Awards         | 2020. január 12.     | Legjobb fiatal színész/színésznő                     | Archie Yates | Jelölve  |
| Critics' Choice Movie Awards         | 2020. január 12.     | Legjobb adaptált forgatókönyv                        | Taika Waititi | Jelölve  |
| Critics' Choice Movie Awards         | 2020. január 12.     | Legjobb vígjáték                                     | Jojo Nyuszi | Jelölve  |
| Directors Guild of America Awards    | 2020. január 25.     | Kiemelkedő rendezői teljesítmény – mozifilm          | Taika Waititi | Jelölve  |
| Golden Globe Awards                  | 2020. január 5.      | Legjobb filmmusicalnek vagy vígjátéknak              | Jojo Rabbit | Jelölve  |
| Golden Globe Awards                  | 2020. január 5.      | Legjobb férfi főszereplő – filmmusical vagy vígjáték | Roman Griffin Davis | Jelölve  |
| Hollywood Critics Association Awards | 2020. január 9.      | Legjobb film                                         | Jojo Nyuszi | Jelölve  |
| Hollywood Critics Association Awards | 2020. január 9.      | Legjobb férfi rendező                                | Taika Waititi | Jelölve  |
| Hollywood Critics Association Awards | 2020. január 9.      | Legjobb adaptált forgatókönyv                        | Taika Waititi | Elnyerte |
| Hollywood Critics Association Awards | 2020. január 9.      | Legjobb 23 éves vagy fiatalabb színész/színésznő     | Roman Griffin Davis | Jelölve  |
| Hollywood Critics Association Awards | 2020. január 9.      | Legjobb 23 éves vagy fiatalabb színész/színésznő     | Thomasin McKenzie | Jelölve  |
| Hollywood Film Awards                | 2019. november 3.    | Legjobb operatőr                                     | Mihai Mălaimare Jr. | Elnyerte |
| Hollywood Film Awards                | 2019. november 3.    | Legjobb látványtervezés                              | Ra Vincent | Elnyerte |
| Hollywood Music in Media Awards      | 2019. november 23.   | Legjobb eredeti filmzene egy játékfilmben            | Michael Giacchino | Jelölve  |
| Humanitas Prize                      | 2020. január 24.     | Legjobb vígjáték vagy musical játékfilm              | Jojo Nyuszi | Elnyerte |
| Producers Guild of America Awards    | 2020. január 18.     | Legjobb nagyjátékfilm                                | Jojo Nyuszi | Jelölve  |
| Satellite Awards                     | 2019. december 19.   | Legjobb filmszínész – zenés film, vígjáték           | Taika Waititi | Jelölve  |
| Satellite Awards                     | 2019. december 19.   | Legjobb forgatókönyv-adaptáció                       | Taika Waititi | Jelölve  |
| Screen Actors Guild-díj              | 2020. január 19.     | Legjobb szereplőgárda (mozifilm)                     | Alfie Allen, Roman Griffin Davis, Scarlett Johansson, Thomasin McKenzie, Stephen Merchant, Sam Rockwell, Taika Waititi és Rebel Wilson | Jelölve  |
| Screen Actors Guild-díj              | 2020. január 19.     | Legjobb női mellékszereplő                           | Scarlett Johansson | Jelölve  |
| Torontói Nemzetközi Filmfesztivál    | 2019. szeptember 15. | Grolsch People's Choice -díj                         | Jojo Nyuszi | Elnyerte |
| Writers Guild of America Awards      | 2020. február 1.     | Legjobb adaptált forgatókönyv                        | Taika Waititi | Elnyerte |

## Fordítás
- Ez a szócikk részben vagy egészben  a   Jojo Rabbit című angol Wikipédia-szócikk ezen változatának fordításán alapul.  Az eredeti cikk szerkesztőit annak laptörténete sorolja fel. Ez a jelzés csupán a megfogalmazás eredetét és a szerzői jogokat jelzi, nem szolgál a cikkben szereplő információk forrásmegjelöléseként.